# Endasys praerotundiceps
Endasys praerotundiceps är en stekelart som beskrevs av Luhman 1990. Endasys praerotundiceps ingår i släktet Endasys och familjen brokparasitsteklar. Inga underarter finns listade i Catalogue of Life.